# Tennant Creek
Tennant Creek är en stad i Northern Territory i Australien. Det är den femte största staden i territoriet och ligger vid Stuart Highway, strax söder vid korsningen med den västra grenen av Barkly Highway. Vid folkräkningen 2016 hade Tennant Creek 2 991 invånare.
Tennant Creek är beläget omkring 1 000 kilometer söder om territoriets huvudstad, Darwin, och 500 kilometer norr om Alice Springs. Staden är namngiven efter ett närliggande vattendrag med samma namn. Vid folkräkningen 2001 hade staden 3 185 invånare, varav 1 176 av dessa var aboriginer.

## Geografi och klimat
Tennant Creek ligger i mitten av Northern Territory, 376,5 meter över havsnivån. Högsta medeltemperaturen sträcker sig från 24 till 38 grader Celsius med cirka 22 dagar per år som överstiger 40 grader. Lägsta temperaturer sträcker sig från 12 grader under vintern upp till 25 grader under de varmaste månaderna.
Mest regn faller under sommarmånaderna, men plötsliga stormar kan förekomma oavsett årstid och månad. Nederbörden per år ligger i snitt på 426 millimeter. Den torra perioden (maj till oktober) i Tennant Creek är relativt solig med svala nätter och morgnar medan den blöta perioden (november till april) är het och fuktig med regnfall.
|                                            | Jan   | Feb   | Mar  | Apr  | Maj  | Jun  | Jul  | Aug  | Sep  | Okt  | Nov  | Dec  |
| ------------------------------------------ | ----- | ----- | ---- | ---- | ---- | ---- | ---- | ---- | ---- | ---- | ---- | ---- |
| Normaldygnets maximitemperaturs medelvärde | 36,7  | 35,7  | 34,4 | 31,7 | 27,6 | 24,5 | 24,6 | 27,5 | 31,6 | 34,8 | 36,5 | 37,3 |
| Normaldygnets minimitemperaturs medelvärde | 25,0  | 24,5  | 23,3 | 20,4 | 16,4 | 12,9 | 12,2 | 14,5 | 18,4 | 21,7 | 23,8 | 24,9 |
|                                            |       |       |      |      |      |      |      |      |      |      |      |      |
| Nederbörd                                  | 113,5 | 118,6 | 54,3 | 15,4 | 7,4  | 5,4  | 4,3  | 1,7  | 8,0  | 19,8 | 37,4 | 67,6 |

| Diagram | temperaturer i °C • månadsnederbörd i mm • Källa: | temperaturer i °C • månadsnederbörd i mm • Källa: | temperaturer i °C • månadsnederbörd i mm • Källa: | temperaturer i °C • månadsnederbörd i mm • Källa: | temperaturer i °C • månadsnederbörd i mm • Källa: | temperaturer i °C • månadsnederbörd i mm • Källa: | temperaturer i °C • månadsnederbörd i mm • Källa: | temperaturer i °C • månadsnederbörd i mm • Källa: | temperaturer i °C • månadsnederbörd i mm • Källa: | temperaturer i °C • månadsnederbörd i mm • Källa: | temperaturer i °C • månadsnederbörd i mm • Källa: | temperaturer i °C • månadsnederbörd i mm • Källa: |
|         | 114 37 25                                         | 119 36 25                                         | 54 34 23                                          | 15 32 20                                          | 7 28 16                                           | 5 25 13                                           | 4 25 12                                           | 2 28 15                                           | 8 32 18                                           | 20 35 22                                          | 37 24                                             | 68 37 25                                          |

### Topografi och klimat
Trots att Tennant Creek har ett varmt ökenklimat (Köppens system BWh), får staden 452 millimeter nederbörd per år.. Staden har dessutom tydliga våta och torra perioder. Mest regn faller från december till mars, då det också är som varmast. Temperaturerna faller under de torra månaderna med soliga dagar och milda nätter. Det är mellan 9,1 och 10,4 soltimar per dag i ett spann av 155 dagar per år. Vanligast blåser vindar från öst till sydöst.

### Byggnadsmiljö
Tennant Creek har utvecklats från ett tidigare boskapssamhälle med guldbrytning till ett modernt samhälle med affärer och en stormarknad, hotell, barer, klubbar och restauranger. Här finns också ett regionellt sjukhus, skolor och banker.